# Centrum Nauk Biologiczno-Chemicznych Uniwersytetu Warszawskiego
Centrum Nauk Biologiczno-Chemicznych Uniwersytetu Warszawskiego (w skrócie: CNBCh UW) – uniwersytecki ośrodek naukowo-badawczy, zlokalizowany w nowo powstałym budynku na terenie kampusu „Ochota”.
Jest to międzywydziałowa jednostka organizacyjna i platforma badawcza utworzona w celu umożliwienia interdyscyplinarnej współpracy naukowców z wydziałów Biologii i Chemii Uniwersytetu Warszawskiego.
Łączna powierzchnia budynku Centrum to ponad 21 tys.m² i mieści się w nim 130 laboratoriów wyposażonych w nowo zakupiony sprzęt badawczy.

## Cele i zadania
Na czele Centrum Nauk Biologiczno-Chemicznych Uniwersytetu Warszawskiego UW 
stoi Dyrektor (prof. dr hab. Ewa Bulska), natomiast organem kontrolnym jest
Rada Naukowa Centrum, która określa cele działania, ustala (w porozumieniu z
władzami wydziałów Biologii i Chemii) plany i zasady funkcjonowania oraz ocenia
ich realizację.
Do zadań Centrum należy prowadzenie zaawansowanych badań,
których wyniki są wdrażane w zastosowaniach nowych technologii
z dziedzin takich jak:
- energetyka
- analityka
- farmacja i farmakologia
- medycyna
- biotechnologia
- nowych materiałów
- ochrony środowiska

Zadania to nie tylko realizacja projektów badawczych wydziałów Biologii i Chemii, ale też: 
- intensyfikacja ilości i jakości interdyscyplinarnych badań z obszaru nauk biologiczno-chemicznych
- wzmocnienie współpracy Uniwersytetu Warszawskiego z otoczeniem gospodarczym
- wspieranie transferu wiedzy i technologii do gospodarki
- współpraca z krajowymi i zagranicznymi ośrodkami naukowo-badawczymi
- prowadzenie szkoleń, w obszarach związanych z problematyką badań prowadzonych w Centrum
- wspieranie procesu inkubacji innowacyjnych firm o profilu biologiczno-chemicznym lub pokrewnym

## Historia
Centrum powstało w ramach projektu CENT III i składał się z dwóch części: 
prac budowlanych oraz zakupu niezbędnej aparatury naukowo-badawczej. 
Całkowity koszt powstania Centrum to ponad 294 mln zł. Część środków uzyskano z
środków z funduszy unijnych.
- 30 marca 2011: Wmurowanie kamienia węgielnego pod budowę gmachu CNBCh UW
- 30 maja 2012: Powołanie zarządzeniem Rektora Uniwersytetu Warszawskiego
- 22 marca 2013: Uroczyste otwarcie

## Rada Naukowa
Skład Rady Naukowej w kadencji 2017-2020 r.:
- prof. dr hab. Krzysztof Spalik – Wydział Biologii, przewodniczący Rady
- prof. dr hab. Renata Bilewicz – Wydział Chemii
- prof. dr hab. Agnieszka Dobrzyń – przedstawiciel Rektora UW
- prof. dr hab. Michał Kozakiewicz – Wydział Biologii
- prof. dr hab. Andrzej Kudelski – Dziekan Wydziału Chemii
- prof. dr hab. Andrzej Lewenstam – przedstawiciel Rektora UW
- prof. dr hab. Agnieszka Mostowska – Dziekan Wydziału Biologii
- dr hab. Zbigniew Rogulski – Wydział Chemii

## Laboratoria i zespoły badawcze[2]
- Laboratorium Bioanalityczne  prof. dr hab. Magdalena Maj-Żurawska
- Laboratorium Zaawansowanych Badań Strukturalnych i Elektrochemicznych Materiałów Funkcjonalnych  prof. dr hab. Paweł Kulesza
- Laboratorium Biologii Obliczeniowej dr hab. Sebastian Kmiecik
- Modelowanie Biomakromolekuł dr hab. Dominik Gront
- Analityczne Centrum Eksperckie prof. dr hab. Ewa Bulska
- aceLAB prof. dr hab. Michał Ksawery Cyrański
- Biogeochemia, Ekologia i Ochrona Ekosystemów dr hab. Małgorzata Suska-Malawska, prof. UW
- Ekologia Siedlisk i Organizmów Wodnych prof. dr hab. Joanna Pijanowska
- Ekologia Zwierząt prof. dr hab. Michał Kozakiewicz
- Elektrochemia Nowych Materiałów dr hab. Rafał Jurczakowski
- Filogeneza i ewolucja roślin prof. dr hab. Krzysztof Spalik
- Pracownia Radiochemii i Chemii Atmosfery  prof. dr hab. Tomasz Gierczak
- Grupa Biologii Strukturalnej  dr Maria Górna
- Grupa Badawcza Geochronologii Ewolucyjnej  prof. dr hab. Jerzy Dzik
- INTERdyscyplinarne LAboratorium Badań ARcheometrycznych dr hab. Barbara Wagner
- Grupa Modelowania Gęstości Elektronowej  dr hab. Paulina Dominiak, prof. UW
- Laboratorium Centrum Badań Przedklinicznych i Technologii CePT  dr Krzysztof Kilian, prof. dr hab. Grzegorz Chałasiński
- Laboratorium Biomodelowania  prof. dr hab. Sławomir Filipek
- Laboratorium Bionanostruktur  prof. dr hab. Renata Bilewicz
- Laboratorium Chemii Biofizycznej  prof. dr hab. Wojciech Dzwolak
- Laboratorium Chemii Supramolekularnej  dr Michał Chmielewski
- Laboratorium Fizykochemii Materiałów  dr hab. Robert Szoszkiewicz, prof. UW
- Laboratorium Fizykochemii Powierzchni  dr hab. Sławomir Sęk, prof. UW
- Laboratorium Mikrobiologii Molekularnej  dr hab. Agata Krawczyk-Balska
- Laboratorium Ochrony i Rekultywacji Wód  prof. dr hab. Ryszard J. Chróst
- Laboratorium Badań Strukturalnych i Biochemicznych (LBSBio)  prof. dr hab. Krzysztof Woźniak
- Laboratorium Syntezy Metaloorganicznej  prof. dr hab. inż. Karol Grela
- Laboratorium Związków Biologicznie Czynnych  prof. dr hab. Aleksandra Misicka-Kęsik
- Nowe Metody Spektroskopii NMR prof. dr hab. Wiktor Koźmiński
- Kataliza i Fizykochemia Powierzchni dr hab. Adam Lewera
- Materiały dla Biosensorów prof. dr hab. Barbara Pałys
- Mikroorganizmy Eukariotyczne Prof. dr hab. Bożena Zakryś
- Laboratorium Mikroskopii i Spektroskopii Elektronowej  prof. dr hab. Mikołaj Donten
- Laboratorium Fotoelektrochemii  prof. dr hab. Magdalena Skompska
- Pracownia Mykologiczna  dr hab. Marta Wrzosek
- Radiochemia dla Medycyny i Przemysłu dr hab. Zbigniew Rogulski